# Aécio de Borba
Aécio de Borba Vasconcelos (Fortaleza, 6 aprile 1931 – 24 marzo 2021) è stato un allenatore di calcio a 5, dirigente sportivo e politico brasiliano.

## Biografia

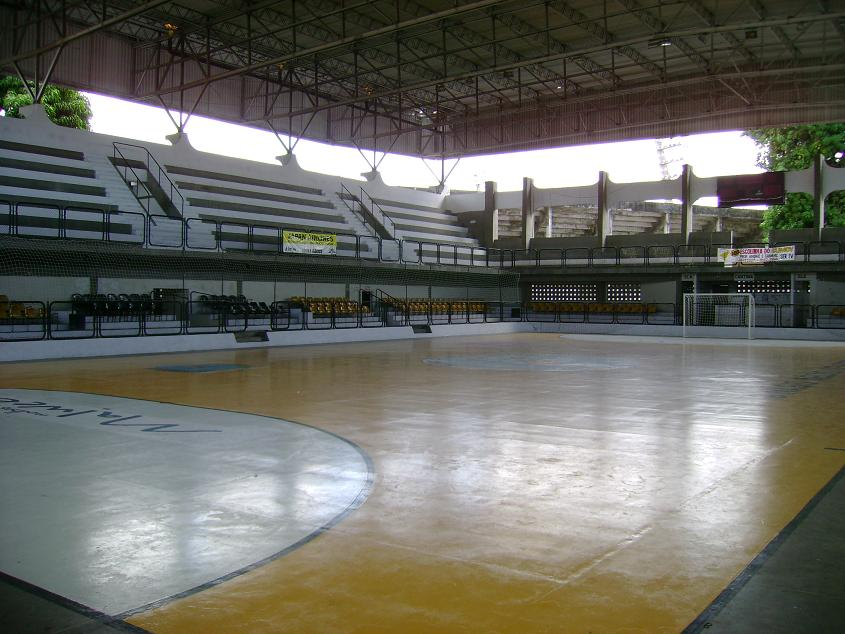
Il Gimnasio Aecio de Borba di Fortaleza

Primo allenatore della nazionale brasiliana, è giunto a questa carica grazie alle due vittorie come allenatore della Federação Cearense de Futsal al Brasileiro de Seleções de Futsal del 1967 e del 1969. Ha diretto la selezione verdeoro durante il Campeonato Sul-Americano 1969, il primo vinto dal Brasile con quattro vittorie in altrettante gare: per Vasconcelos è stata l'unica esperienza sulla panchina brasiliana, per cui fu contattato in altre due occasioni, nel 1971 e 1979.
Ha poi ricoperto diverse cariche dirigenziali ed attualmente è presidente della Confederação Brasileira de Futebol de Salão. A lui è dedicato l'impianto di gioco di Fortaleza.